# Locus del rasgo cuantitativo
Un locus de rasgo cuantitativo (QTL Quantitative Trait Loci en inglés) es un locus (sección de ADN) que se correlaciona con la variación de un rasgo cuantitativo en el fenotipo de una población de organismos. Los QTL se mapean identificando qué marcadores moleculares (como SNP o AFLP) se correlacionan con un rasgo observado. Este es a menudo un primer paso para identificar y secuenciar los genes reales que causan la variación del rasgo. 

## Definición
Un locus de rasgo cuantitativo (QTL) es una región de ADN que está asociada con un rasgo fenotípico particular, que varía en grado y que puede atribuirse a efectos poligénicos, es decir, el producto de dos o más genes y su entorno. Estos QTL a menudo se encuentran en diferentes cromosomas. El número de QTL que explican la variación en el rasgo fenotípico indica la arquitectura genética de un rasgo. Puede indicar que la altura de la planta está controlada por muchos genes de pequeño efecto, o por algunos genes de gran efecto. 
Por lo general, los QTL subyacen a los rasgos continuos (aquellos que varían continuamente, por ejemplo, la altura) en oposición a los rasgos discretos (rasgos que tienen dos o varios valores de caracteres, por ejemplo, cabello rojo en humanos, un rasgo recesivo o guisantes lisos o arrugados utilizados por Mendel en sus experimentos). 
Además, un solo rasgo fenotípico generalmente está determinado por muchos genes. En consecuencia, muchos QTL están asociados con un solo rasgo. Otro uso de QTL es identificar genes candidatos subyacentes a un rasgo. Una vez que se identifica una región de ADN que contribuye a un fenotipo, se puede secuenciar. La secuencia de ADN de cualquier gen en esta región se puede comparar con una base de datos de ADN para genes cuya función ya se conoce, siendo esta tarea fundamental para la mejora de cultivos asistida por marcadores.

## Historia
La herencia mendeliana fue redescubierta a principios del siglo XX. A medida que se extendieron las ideas de Mendel, los genetistas comenzaron a conectar las reglas de herencia de factores individuales de Mendel con la evolución darwiniana. Para los primeros genetistas, no estaba claro de inmediato que la variación suave en rasgos como el tamaño del cuerpo (es decir, Dominio incompleto) fuera causada por la herencia de factores genéticos únicos. Aunque el propio Darwin observó que las características endogámicas de las palomas de fantasía se heredaron de acuerdo con las leyes de Mendel (aunque Darwin no sabía realmente las ideas de Mendel cuando hizo la observación), no era obvio que estas características seleccionadas por los criadores de palomas de fantasía puedan explicar de manera similar variación cuantitativa en la naturaleza.
Un intento temprano de William Ernest Castle para unificar las leyes de la herencia mendeliana con la teoría de la especiación de Darwin invocó la idea de que las especies se diferencian unas de otras a medida que una u otra adquieren un factor mendeliano novedoso. La conclusión de Castle se basó en la observación de que los rasgos novedosos que podrían estudiarse en el laboratorio y que muestran patrones de herencia mendeliana reflejan una gran desviación del tipo salvaje, y Castle creía que la adquisición de tales características es la base de la "variación discontinua" que caracteriza especiación Darwin discutió la herencia de características mutantes similares, pero no las invocó como un requisito de especiación. En cambio, Darwin utilizó la aparición de tales características en las poblaciones reproductoras como evidencia de que la mutación puede ocurrir al azar dentro de las poblaciones reproductoras, lo cual es una premisa central de su modelo de selección en la naturaleza. Más adelante en su carrera, Castle refinaría su modelo de especiación para permitir que pequeñas variaciones contribuyan a la especiación con el tiempo. También pudo demostrar este punto criando selectivamente poblaciones de ratas de laboratorio para obtener un fenotipo encapuchado durante varias generaciones.
Castle fue quizás el primer intento realizado en la literatura científica para dirigir la evolución mediante la selección artificial de un rasgo con variación subyacente continua, sin embargo, la práctica había sido ampliamente utilizada en el desarrollo de la agricultura para obtener ganado o plantas con características favorables de las poblaciones que muestran variación cuantitativa en rasgos como el tamaño del cuerpo o el rendimiento de grano. 
El trabajo de Castle fue uno de los primeros en intentar unificar las leyes recientemente descubiertas de la herencia mendeliana con la teoría de la evolución de Darwin. Aun así, pasarían casi treinta años hasta que el marco teórico para la evolución de los rasgos complejos se formalizara ampliamente. En un resumen temprano de la teoría de la evolución de la variación continua, Sewall Wright, un estudiante graduado que se formó con Castle, resumió el pensamiento contemporáneo sobre la base genética de la variación natural cuantitativa: "A medida que los estudios genéticos continuaron, se encontraron diferencias cada vez menores para mendelizar, y cualquier personaje, suficientemente investigado, resultó afectado por muchos factores". Wright y otros formalizaron la teoría de la genética de poblaciones que se había elaborado durante los últimos 30 años explicando cómo se pueden heredar tales rasgos y crear poblaciones reproductoras estables con características únicas. La genética de rasgos cuantitativos de hoy aprovecha las observaciones de Wright sobre la relación estadística entre genotipo y fenotipo en familias y poblaciones para comprender cómo ciertas características genéticas pueden afectar la variación en poblaciones naturales y derivadas.

## Rasgos cuantitativos
La herencia poligénica se refiere a la herencia de una característica fenotípica (rasgo) que es atribuible a dos o más genes y puede medirse cuantitativamente. La herencia multifactorial se refiere a la herencia poligénica que también incluye interacciones con el medio ambiente. A diferencia de los rasgos monogénicos, los rasgos poligénicos no siguen patrones de herencia mendeliana (categorías discretas). En cambio, sus fenotipos suelen variar a lo largo de un gradiente continuo representado por una curva de campana.
Un ejemplo de un rasgo poligénico es la variación del color de la piel humana. Varios genes influyen en la determinación del color natural de la piel de una persona, por lo que modificar solo uno de esos genes puede cambiar ligeramente el color de la piel o, en algunos casos, como en el caso de SLC24A5, moderadamente. Muchos trastornos con componentes genéticos son poligénicos, incluidos el autismo, el cáncer, la diabetes y muchos otros. La mayoría de las características fenotípicas son el resultado de la interacción de múltiples genes. 
Ejemplos de procesos de enfermedad generalmente considerados resultados de muchos factores contribuyentes: 
Malformación congénita
- Paladar hendido[10][11]
- Luxación congénita de la cadera[12]
- Defectos cardíacos congénitos
- Defectos del tubo neural
- Estenosis pilórica
- Talipes

Enfermedades de inicio en adultos
- Diabetes mellitus
- Cáncer[11]
- Glaucoma
- Hipertensión
- Enfermedad isquémica del corazón
- Desorden bipolar
- Esquizofrenia
- Psoriasis
- Enfermedades de la tiroides
- Enfermedad de Alzheimer

Se dice que las enfermedades hereditarias multifactoriales constituyen la mayoría de los trastornos genéticos que afectan a los humanos, lo que resultará en hospitalización o cuidados especiales de algún tipo.

### Rasgos multifactoriales en general
Los rasgos controlados tanto por el entorno como por factores genéticos se denominan multifactoriales. Por lo general, los rasgos multifactoriales fuera de la enfermedad dan como resultado lo que vemos como características continuas en los organismos, especialmente en los organismos humanos, tales como: altura, color de la piel y masa corporal. Todos estos fenotipos se complican por una gran cantidad de toma y daca entre los genes y los efectos ambientales. La distribución continua de rasgos como la altura y el color de la piel descritos anteriormente, refleja la acción de genes que no manifiestan patrones típicos de dominación y recesión. En cambio, las contribuciones de cada locus involucrado se consideran aditivas. Los escritores han distinguido este tipo de herencia como herencia poligénica o cuantitativa.
Por lo tanto, debido a la naturaleza de los rasgos poligénicos, la herencia no seguirá el mismo patrón que un simple cruce monohíbrido o dihíbrido. La herencia poligénica puede explicarse como herencia mendeliana en muchos loci, dando como resultado un rasgo que normalmente se distribuye. Si n es el número de loci involucrados, entonces los coeficientes de la expansión binomial de (a + b)2n darán la frecuencia de distribución de todas las combinaciones de n alelos. Para valores suficientemente altos de n, esta distribución binomial comenzará a parecerse a una distribución normal. Desde este punto de vista, un estado de enfermedad se hará evidente en una de las colas de la distribución, más allá de algún valor umbral. Se esperan estados de enfermedad de gravedad creciente cuanto más se supere el umbral y se aleje de la media.

### Enfermedad hereditaria y herencia multifactorial
Una mutación que resulta en un estado de enfermedad a menudo es recesiva, por lo que ambos alelos deben ser mutantes para que la enfermedad se exprese fenotípicamente. Una enfermedad o síndrome también puede ser el resultado de la expresión de alelos mutantes en más de un locus. Cuando hay más de un gen involucrado, con o sin la presencia de desencadenantes ambientales, se dice que la enfermedad es el resultado de una herencia multifactorial. 
Cuantos más genes participen en el cruce, más se parecerá la distribución de los genotipos a una distribución gaussiana o normal. Esto muestra que la herencia multifactorial es poligénica, y las frecuencias genéticas se pueden predecir mediante un cruce mendeliano polihíbrido. Las frecuencias fenotípicas son un asunto diferente, especialmente si están complicadas por factores ambientales. 
El paradigma de la herencia poligénica que se usa para definir la enfermedad multifactorial ha encontrado mucho desacuerdo. Se ha analizado cómo la herencia poligénica simple no puede explicar algunas enfermedades, como la aparición de diabetes mellitus tipo I, y que, en casos como estos, no se cree que todos los genes hagan una contribución igual.
La suposición de herencia poligénica es que todos los loci involucrados hacen una contribución igual a los síntomas de la enfermedad. Esto debería dar como resultado una distribución de curva normal de genotipos. Cuando no lo hace, la idea de herencia poligénica no puede ser apoyada por esa enfermedad. 

### Ejemplos
Los anteriores son ejemplos bien conocidos de enfermedades que tienen componentes genéticos y ambientales. Otros ejemplos involucran enfermedades atópicas tales como eczema o dermatitis; espina bífida (columna abierta) y anencefalia (cráneo abierto).
Si bien la esquizofrenia se cree ampliamente que es multifactorialmente genética por los biopsiquiatras, no se han determinado con certeza marcadores genéticos característicos. 
Si se demuestra que los hermanos y hermanas del paciente tienen la enfermedad, existe una gran posibilidad de que la enfermedad sea genética y que el paciente también será un portador genético. Esto no es suficiente, ya que también debe demostrarse que el patrón de herencia no es mendeliano. Esto requeriría estudiar docenas, incluso cientos de pedigríes familiares diferentes antes de llegar a una conclusión de herencia multifactorial. Esto a menudo lleva varios años. 
Si la herencia multifactorial es el caso, entonces la posibilidad de que el paciente contraiga la enfermedad se reduce solo si los primos y los parientes más distantes tienen la enfermedad. Debe señalarse que si bien las enfermedades hereditarias multifactoriales tienden a presentarse en familias, la herencia no seguirá el mismo patrón que un simple cruce monohíbrido o dihíbrido.
Si se sospecha una causa genética y se sabe poco más sobre la enfermedad, queda por ver exactamente cuántos genes están involucrados en la expresión fenotípica de la enfermedad. Una vez que se determina eso, la pregunta debe responderse: si dos personas tienen los genes requeridos, ¿por qué hay diferencias de expresión entre ellos? En general, lo que diferencia a las dos personas es probable que sean factores ambientales. Debido a la naturaleza involucrada de las investigaciones genéticas necesarias para determinar tales patrones de herencia, esta no suele ser la primera vía de investigación que uno elegiría para determinar la etiología. 

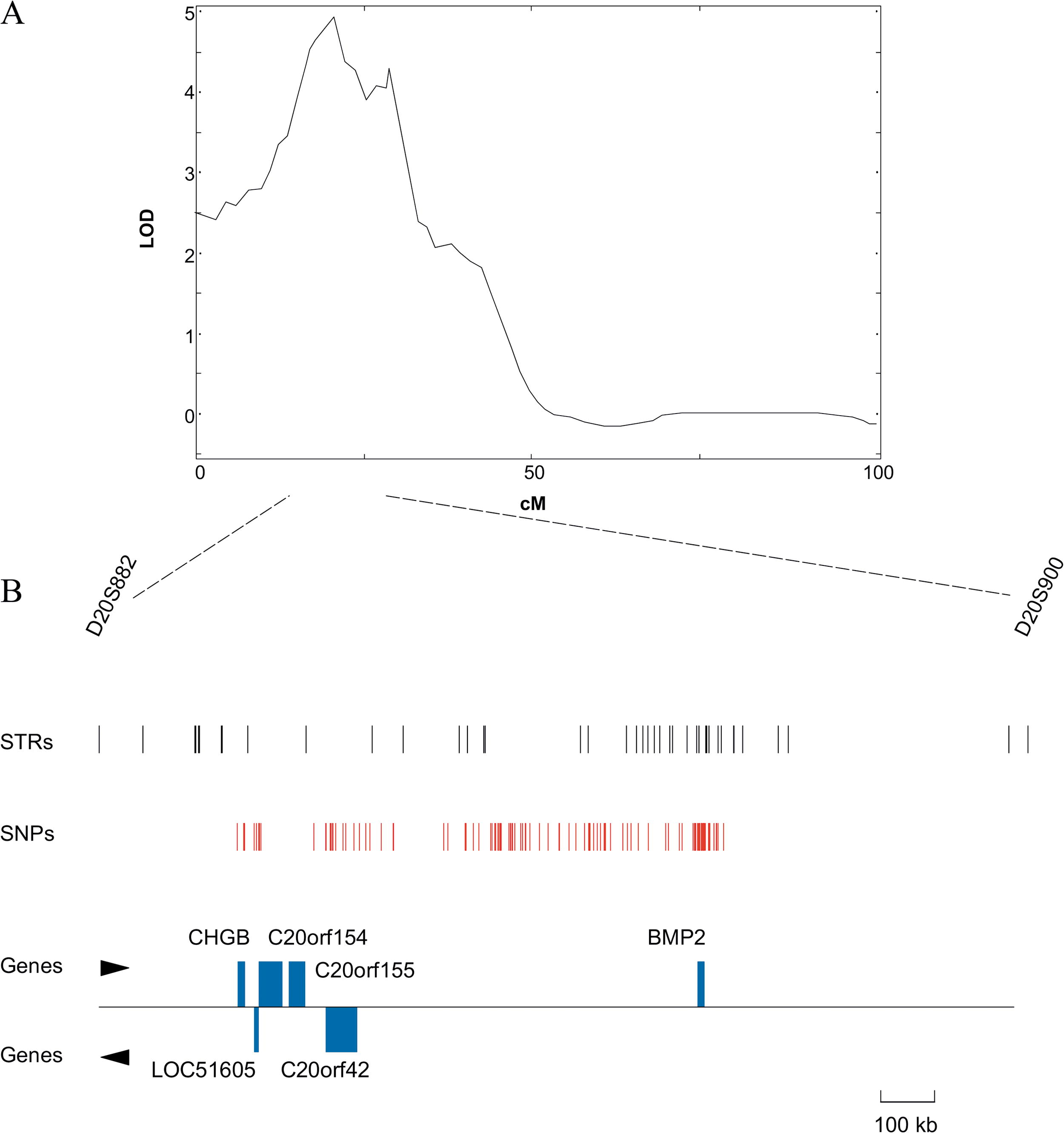
Un QTL para la osteoporosis en el cromosoma humano 20

## Mapeo QTL

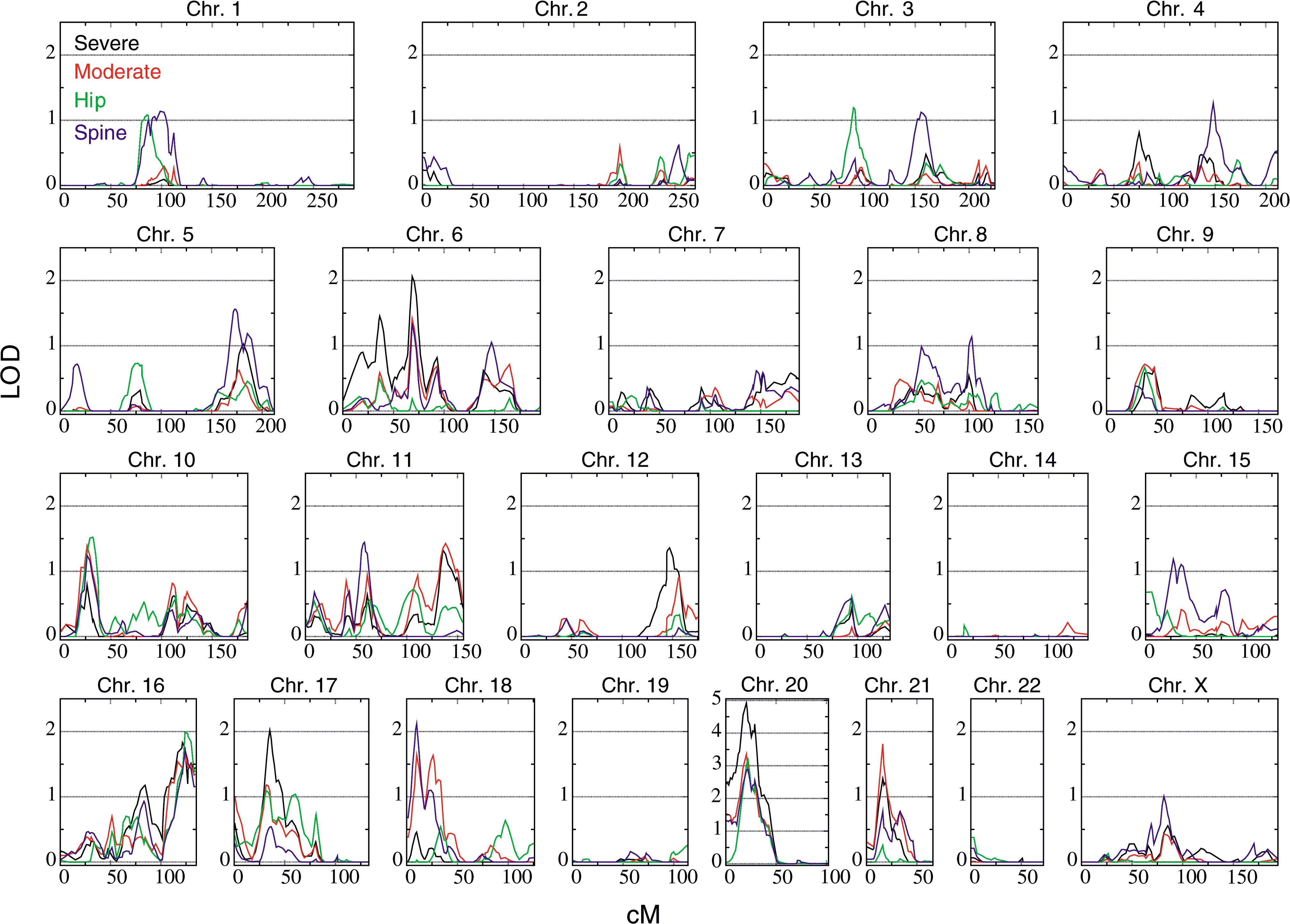
Ejemplo de una exploración de genoma completo para QTL de osteoporosis

Para los organismos cuyos genomas son conocidos, ahora se podría tratar de excluir genes en la región identificada cuya función se sabe con cierta certeza de no estar relacionada con el rasgo en cuestión. Si el genoma no está disponible, puede ser una opción secuenciar la región identificada y determinar las funciones putativas de los genes por su similitud con los genes con función conocida, generalmente en otros genomas. Esto se puede hacer utilizando BLAST, una herramienta en línea que permite a los usuarios ingresar una secuencia primaria y buscar secuencias similares dentro de la base de datos BLAST de genes de varios organismos. A menudo no es el gen real que subyace al rasgo fenotípico, sino más bien una región de ADN que está estrechamente relacionada con el gen
Otro interés de los genetistas estadísticos que utilizan el mapeo QTL es determinar la complejidad de la arquitectura genética subyacente a un rasgo fenotípico. Por ejemplo, pueden estar interesados en saber si un fenotipo está conformado por muchos loci independientes, o por unos pocos loci, y si esos loci interactúan. Esto puede proporcionar información sobre cómo puede evolucionar el fenotipo. En un desarrollo reciente, los análisis clásicos de QTL se combinaron con el perfil de expresión génica, es decir, mediante microarrays de ADN. Dichas expresiones QTL (eQTL) describen elementos de control cis y trans para la expresión de genes a menudo asociados a enfermedades. Se ha encontrado que los efectos epistáticos observados son beneficiosos para identificar el gen responsable mediante una validación cruzada de genes dentro de los loci que interactúan con la vía metabólica, y bases de datos de literatura científica. 

### Análisis de variación
El método más simple para el mapeo QTL es el análisis de varianza (ANOVA, a veces llamado "regresión de marcadores") en los loci de marcadores. En este método, en un retrocruzamiento, se puede calcular una estadística t para comparar los promedios de los dos grupos de genotipos de marcadores. Para otros tipos de cruces (como el entrecruzamiento), donde hay más de dos posibles genotipos, uno usa una forma más general de ANOVA, que proporciona el llamado estadístico F.  
El enfoque ANOVA para el mapeo QTL tiene tres debilidades importantes.  
- Primero, no se recibe estimaciones separadas de la ubicación QTL y el efecto QTL. La ubicación de QTL se indica solo al observar qué marcadores dan las mayores diferencias entre los promedios del grupo de genotipos, y el efecto QTL aparente en un marcador será menor que el efecto QTL verdadero como resultado de la recombinación entre el marcador y el QTL.
- Segundo, se debe descartar individuos cuyos genotipos faltan en el marcador.
- Tercero, cuando los marcadores están ampliamente espaciados, el QTL puede estar bastante alejado de todos los marcadores, por lo que la potencia para la detección de QTL disminuirá.

### Mapeo de intervalos
Lander y Botstein desarrollaron el mapeo de intervalos, que supera las tres desventajas del análisis de varianza en los loci marcadores. El mapeo de intervalos es actualmente el enfoque más popular para el mapeo QTL en cruces experimentales. El método hace uso de un mapa genético de los marcadores tipificados y, como el análisis de varianza, supone la presencia de un solo QTL. En el mapeo de intervalos, cada locus se considera uno a la vez y se calcula el logaritmo de la razón de posibilidades (puntaje LOD) para el modelo de que el locus dado es un QTL verdadero. La razón de posibilidades está relacionada con el coeficiente de correlación de Pearson entre el fenotipo y el genotipo marcador para cada individuo en el cruce experimental.
El término 'mapeo de intervalos' se usa para estimar la posición de un QTL dentro de dos marcadores (a menudo indicado como 'soporte de marcador'). El mapeo de intervalos se basa originalmente en la probabilidad máxima, pero también hay muy buenas aproximaciones posibles con regresión simple. 
El principio para el mapeo QTL es: 
1. La probabilidad se puede calcular para un conjunto dado de parámetros (particularmente el efecto QTL y la posición QTL) dados los datos observados sobre fenotipos y genotipos de marcadores.
2. Las estimaciones para los parámetros son aquellas donde la probabilidad es más alta.
3. Se puede establecer un umbral de significación mediante pruebas de permutación.

Los métodos convencionales para la detección de loci de rasgos cuantitativos (QTL) se basan en una comparación de modelos QTL únicos con un modelo que no asume QTL. Por ejemplo, en el método de "mapeo de intervalos"  se evalúa la probabilidad de un único QTL putativo en cada ubicación del genoma. Sin embargo, los QTL ubicados en otras partes del genoma pueden tener un efecto interferente. Como consecuencia, el poder de detección puede verse comprometido y las estimaciones de ubicaciones y efectos de QTL pueden estar sesgadas. Incluso pueden aparecer los QTL "fantasmas" inexistentes. Por lo tanto, se pueden mapear múltiples QTLs de manera más eficiente y precisa utilizando múltiples modelos QTL. Un enfoque popular para manejar el mapeo de QTL donde múltiples QTL contribuyen a un rasgo es escanear iterativamente el genoma y agregar QTL conocido al modelo de regresión a medida que se identifican los QTL. Este método, denominado mapeo de intervalo compuesto, determina la ubicación y el tamaño de los efectos de QTL con mayor precisión que los enfoques de QTL único, especialmente en poblaciones de mapeo pequeñas donde el efecto de la correlación entre genotipos en la población de mapeo puede ser problemático. 

### Mapeo de intervalos compuestos (CIM)
En este método, uno realiza mapeo de intervalos usando un subconjunto de loci de marcador como covariables. Estos marcadores sirven como representantes de otros QTL para aumentar la resolución del mapeo de intervalos, teniendo en cuenta los QTL vinculados y reduciendo la variación residual. El problema clave con CIM se refiere a la elección de loci marcadores adecuados para servir como covariables; una vez que se han elegido, el CIM convierte el problema de selección del modelo en un escaneo unidimensional. Sin embargo, la elección de las covariables marcadoras no se ha resuelto. No es sorprendente que los marcadores apropiados sean los más cercanos a los QTL verdaderos, por lo que si uno pudiera encontrarlos, el problema de mapeo QTL estaría completo de todos modos. 

### Mapeo basado en pedigrí familiar
El mapeo QTL basado en la familia, o mapeo basado en el pedigrí familiar (mapeo de vinculación y asociación), involucra a múltiples familias en lugar de una sola familia. El mapeo QTL basado en la familia ha sido la única forma de mapear genes donde los cruces experimentales son difíciles de realizar. Sin embargo, debido a algunas ventajas, ahora los genetistas de plantas están intentando incorporar algunos de los métodos pioneros en genética humana. Se ha discutido el uso del enfoque basado en el pedigrí familiar. La vinculación y asociación familiar se ha implementado con éxito.